# Ferjani Sassi
Ferjani Sassi (Aryanah, 18 de março de 1992) é um futebolista tunisiano que atua como meio-campista. Atualmente joga pelo Al-Gharafa.

## Carreira
Ferjani Sassi representou o elenco da Seleção Tunisiana de Futebol no Campeonato Africano das Nações de 2017.

## Gols Internacionais
| No. | Data                  | Local                                 | Resultado | Adversário | Gol(s) | Competição                                    |
| --- | --------------------- | ------------------------------------- | --------- | ---------- | ------ | --------------------------------------------- |
| 1   | 15 de Outubro de 2014 | Estadio Mustapha Ben Jannet, Monastir | 1-0       | Senegal    | 1      | Eliminatórias Copa Africana de Nações de 2015 |